# Mercedes-Benz M166 двигун
| M166                           | M166 |
| ------------------------------ | --- |
|                                | |
| Виробник:                      | Mercedes-Benz |
| Марка:                         | M166 |
| Тип:                           | Чотирициліндровий двигун |
| Робочий об'єм:                 | - 1,4 л - (1,397 куб.см) - 1,6 л - (1,598 куб.см) - 1,9 л - (1,898 куб.см) - 2,1 л - (2,084 куб.см) см3                      |
| Максимальна потужність:        | 80–138 к.с. к.с. (60–103 кВт кВт )                                                                                           |
| Максимальний обертовий момент: | 130–205 Н⋅м (96–151 lb⋅ft) Н·м                                                                                               |
| Циліндрів:                     | 4 |
| Клапанів:                      | 8 |
| Хід поршня:                    | - 80 мм (3.15 дюйма) - 84 мм (3.31 дюйма) мм                                                                                 |
| Діаметр циліндра:              | - 69.5 мм (2.74 дюйма) (1.4 L) - 79.5 мм (3.13 дюйма) (1.6 L) - 85.6 мм (3.37 дюйма) (1.9 L) - 94 мм (3.70 дюйма) (2.1 L) мм |
| Ступінь стиску:                | 11:1 |
| Система живлення:              | Багатоточкове впорскування                                                                                                   |
| Охолодження:                   | рідинне охолодження |
| Газорозподільний механізм:     | SOHC |
| Матеріал блоку циліндрів:      | Алюмінієві сплави |
| Матеріал ГБЦ:                  | Алюмінієві сплави |
| Тактність (число тактів):      | 4 |
| Червона зона:                  | 5,500 об/хв |
| Рекомендоване паливо:          | Бензин |

M166 — це лінійка чотирирядних двигунів, що вироблялися компанією Mercedes-Benz з 1997 по 2005 рік, перш ніж його замінив двигун M266 з 2004 року.

## Дизайн
M166 встановлено поперечно та має 2 клапани на циліндр із багатоточковим уприскуванням. Двигун використовується в моделях W168 A-Class, які мають «сендвіч-концепцію», де двигун встановлено під кутом 59 градусів відразу за передньою віссю. Це забезпечує кращий розподіл ваги, а також підвищену безпеку, оскільки в разі лобового зіткнення двигун ковзає під підлогу, а не в кабіну.

## Моделі
| Двигун     | Об‘єм                          | Потужність                                 | Крутний момент                        | Роки           |
| ---------- | ------------------------------ | ------------------------------------------ | ------------------------------------- | -------------- |
| M166 E14   | 1,4 л; 85,3 дюйм3 (1 397 см3)  | 60 кВт (82 PS; 80 к. с.) при 5000 об/хв    | 130 Н⋅м (96 фунт⋅фут) при 3750 об/хв  | 1997–2004 роки |
| M166 E16 R | 1,6 л; 97,5 дюйм3 (1 598 см3)  | 60 кВт (82 PS; 80 к. с.) при 5000 об/хв    | 140 Н⋅м (103 фунт⋅фут) при 2500 об/хв | 1997–2005 роки |
| M166 E16   | 1,6 л; 97,5 дюйм3 (1 598 см3)  | 75 кВт (102 PS; 101 к. с.) при 5250 об/хв  | 150 Н⋅м (111 фунт⋅фут) при 4000 об/хв | 1997–2005 роки |
| M166 E19   | 1,9 л; 115,8 дюйм3 (1 898 см3) | 92 кВт (125 PS; 123 к. с.) при 5500 об/хв  | 180 Н⋅м (133 фунт⋅фут) при 4000 об/хв | 1999–2005 роки |
| M166 E21   | 2,1 л; 127,2 дюйм3 (2 084 см3) | 103 кВт (140 PS; 138 к. с.) при 5500 об/хв | 205 Н⋅м (151 фунт⋅фут) при 4000 об/хв | 2002–2004 роки |

### M166 E14
- 1997–2004 W168 A140[4]

### M166 E16
- 1997–2004 W168 A160
- 2001–2005 W414 Vaneo 1.6

### M166 E19
- 1999–2004 W168 A190
- 2001–2005 W414 Vaneo 1.9

### M166 E21
- 2002–2004 W168 A210